# Strobilanthes paniculiformis
Strobilanthes paniculiformis är en akantusväxtart som beskrevs av John Richard Ironside Wood. Strobilanthes paniculiformis ingår i släktet Strobilanthes och familjen akantusväxter. Inga underarter finns listade i Catalogue of Life.